# Veste Erlangen
Die Veste Erlangen, früher auch als Schloss, Burg oder Haus bezeichnet, ist eine abgegangene Turmhügelburg (Motte), die sich westlich der Altstadt von Erlangen in Bayern befand.
Das erstmals 1372 als Besitz Kaiser Karls IV. erwähnte Bauwerk war bis in das 16. Jahrhundert Sitz des landesherrlichen Amtmanns, diente aber auch als Gefängnis und in Kriegszeiten als Zufluchtsort der Bevölkerung. Die zuletzt im Dreißigjährigen Krieg stark beschädigte Veste wurde 1783/84 abgetragen. Der genaue Standort war lange Zeit unbekannt, bis man 1981 zufällig Reste der Brunnenanlage entdeckte. Das Bayerische Landesamt für Denkmalpflege verzeichnet die „mittelalterlichen und frühneuzeitlichen Befunde im Bereich der Veste“ als Bodendenkmal unter der Denkmalnummer D-5-6332-0188.
Die Anlage ist nicht mit der sogenannten Curia zu verwechseln, einem im Bereich der heutigen Adler- und Lazarettstraße vermuteten Hof, der an das niedere Adelsgeschlecht derer von Erlangen verliehen war, von denen mehrere den Titel Ritter trugen. Auch das Markgräfliche Schloss, das ab 1700 in der Erlanger Neustadt errichtet wurde, steht mit der Veste in keinem historischen Zusammenhang.

## Geschichte
Im Jahr 1361 erwarb Kaiser Karl IV. die Siedlung Großenerlang vom Bischof von Bamberg und machte sie zum Lehen des Königreichs Böhmen. Wahrscheinlich bald danach baute der neue Landesherr an der nach Alterlangen führenden Straße die erstmals 1372 bezeugte Veste. Dort residierte ein für die Verwaltung des erworbenen Besitzes zuständiger Amtmann. Ob die 1376 und anlässlich der Stadtrechtsverleihung 1398 genannten Amtmänner in Erlangen mit dem in dieser Zeit als Vorsitzenden des Niedergerichts bezeugten Vogt identisch waren, ist nicht bekannt. Spätestens 1528 handelte es sich dabei um personell getrennte Ämter. Nachdem die Stadt 1402 als Teil des Fürstentums Kulmbach (später Markgraftum Brandenburg-Bayreuth) an die Hohenzollern gelangt war, wurden in Erlangen ausschließlich Adelige als Amtmänner vereidigt. In Erlangen sind folgende Amtmänner nachgewiesen:
- Wolf von Stolzenrod (1473 bis 1501)
- Erkinger von Seckendorf-Nold (1520)
- Adam von Wolfstein, Freiherr von Sulzbürg (1535)
- Maximilian Wolf von Wolfsthal (1537)
- Peter Jäger als Amtsverweser, Vogt und Wildmeister zu Erlangen und Baiersdorf (1542 bis 1546)
- Ernst von Crailsheim (1547)

Ernst von Crailsheim war vermutlich der letzte Erlanger Amtmann. Anschließend wurde das Amt Erlangen dem Amt Baiersdorf eingegliedert. Die Veste diente fortan als Gefängnis und Zufluchtsort für die Bevölkerung während Kriegszeiten.
1449 im Ersten Markgrafenkrieg, 1461 im Bayerischen Krieg und 1553 im Zweiten Markgrafenkrieg wurde die Burganlage jeweils schwer beschädigt. Nach der im Dreißigjährigen Krieg erfolgten Zerstörung 1632 wurden auf der ausgebrannten Festung mehrere Wohnhäuser errichtet. 1702 befanden sich dort neben der Altstädter Schule elf kleine Häuser. Das Bauwerk überstand zwar den Altstadtbrand von 1706. 1770 war es jedoch soweit baufällig geworden, dass in den 16 Gebäuden nur noch arme Leute sowie ein Nachtwächter im Torhaus lebten. 1783/84 wurde die inzwischen vom Einsturz bedrohte Ruine durch drei Maurermeister abgebrochen, die für die Steine 400 Gulden bezahlten. Der Wassergraben und der Erdwall wurden gänzlich eingeebnet.

## Beschreibung

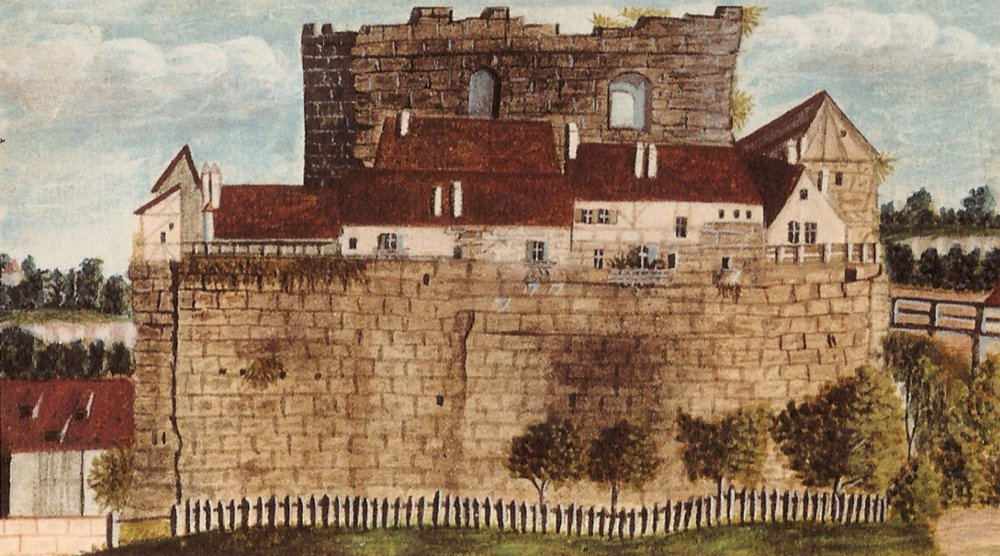
Die Ruine der Veste Erlangen von Süden, um 1765

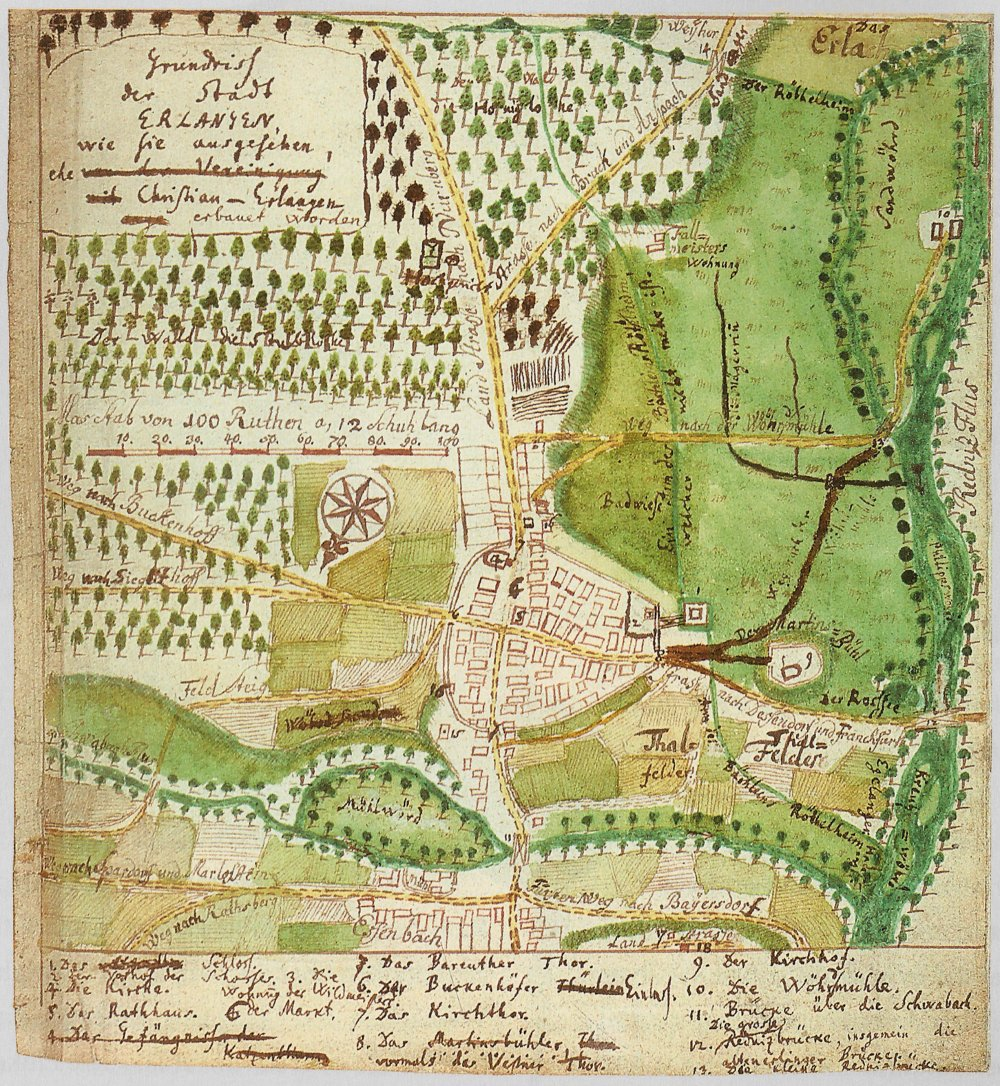
Grundriss der Erlanger Altstadt vor Gründung der Neustadt 1686, Rekonstruktion um 1774/1778. Die Veste, hier als „Schloß“ bezeichnet, befindet sich rechts der Altstadt (Süden oben!). Zu sehen ist auch der „Arm des Bächleins Röthelheim, welcher nicht mehr ist“.

Für die Rekonstruktion der Veste Erlangen, von der heute nichts mehr zu sehen ist, stehen lediglich ungenaue Darstellungen und Stadtpläne aus dem 16. bis 18. Jahrhundert zur Verfügung. Man geht davon aus, dass es sich um eine quadratische Anlage mit etwa 30 Metern Außenlänge handelte. Die ursprünglich künstliche Erdumwallung der Motte wurde erst später durch eine angeböschte, bis zu vier Meter dicke und fast 10 Meter hohe Mauer ersetzt. In der Mitte der Veste befand sich ein dreigeschossiger Wohnturm mit einer Grundfläche von ca. 13 × 10 Metern, unter dem Keller und Gewölbe lagen. Die auf den späteren Darstellungen abgebildeten Wohnhäuser wurden erst nach dem Dreißigjährigen Krieg errichtet. Der Zugang über den durch einen Arm des Röthelheimgrabens gespeisten, etwa 10 Meter breiten Wassergraben erfolgte über eine Zugbrücke und ein Torhaus an der Ostseite. Der Vorhof war ursprünglich nur durch einen Zaun gesichert und wurde erst ab 1769 von der nach Westen verlegten Stadtmauer eingefasst.
1981 stieß man bei Bauarbeiten auf dem Grundstück Fuchsengarten 5 auf die Reste des ursprünglich etwa 14 Meter tiefen Brunnens der Veste. Bei der daraufhin erfolgten Dokumentation des Fundes waren noch drei Sandsteinquaderlagen der Brunnenröhre mit einer Gesamttiefe von 1,5 Metern vorhanden. Zu den auffälligsten Funden im Brunnenschacht zählen unter anderem Fragmente einer Ofenkachel, weitere Kachelfragmente, eine Tabakspfeife, Teile eines Tellers in Fayence-Imitation und zwei Sandsteinquader der obertägigen Brunnenfassung. Die Funde gaben zu erkennen, dass der Brunnen wohl bis zum endgültigen Abbruch der Veste funktionsfähig war. Unter den tiefsten Steinquadern an der Brunnensohle konnte außerdem ein basaler Holzring geborgen werden, mit dessen Hilfe der Brunnenschacht ausgehoben wurde. Bei einer dendrochronologischen Untersuchung wurde festgestellt, dass der Holzring aus einer 1710 gefällten Tanne hergestellt wurde. Der Bau beziehungsweise die Erweiterung des Brunnens fällt also in die letzte Phase, in der die Veste ständig bewohnt war.

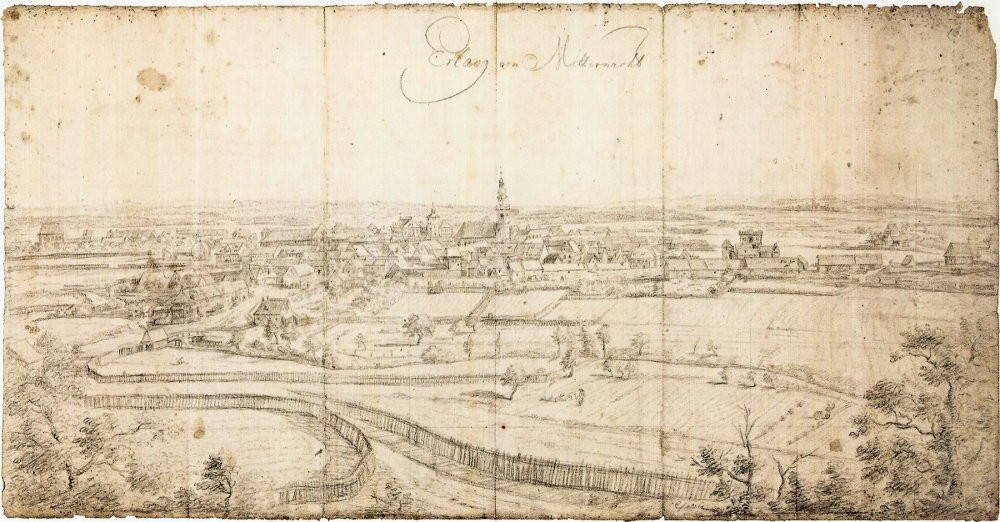
Erlangen von Norden, um 1732. Die seinerzeit bereits ruinöse Veste ist in der rechten Bildhälfte zu sehen.
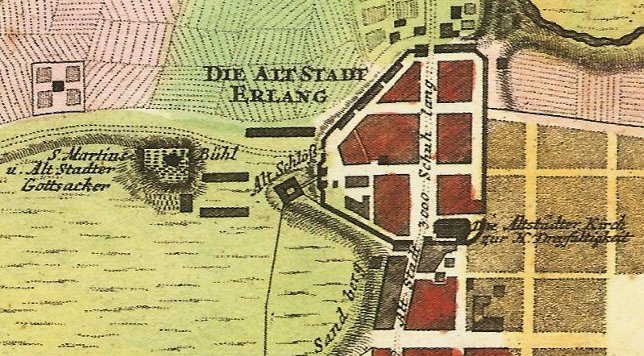
Ausschnitt mit der als „Altes Schloß“ bezeichneten Veste, Grundriss (1721) von Johann Christoph Homann

## Lage

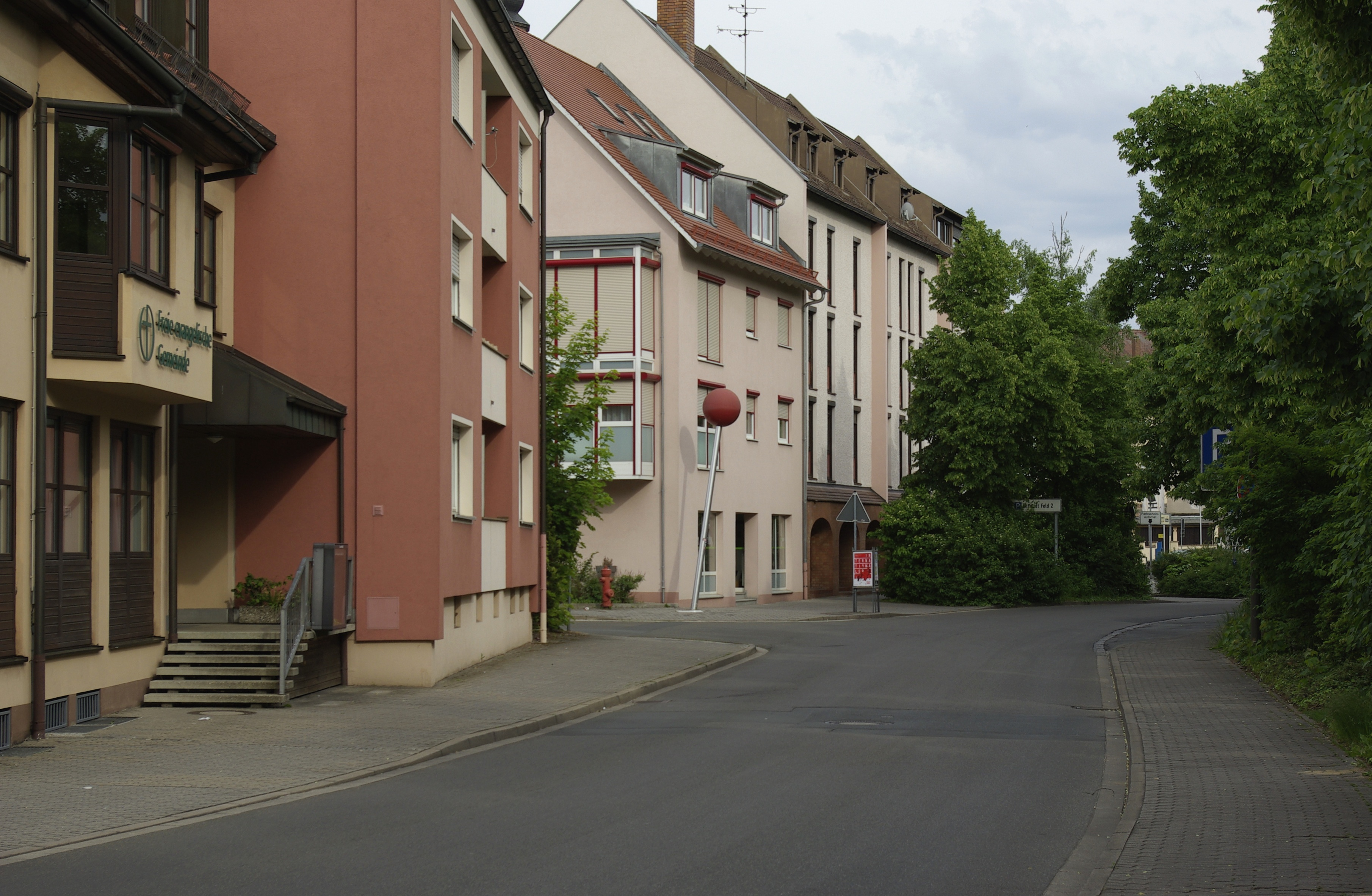
Der Standort der Veste auf den Grundstücken der Häuserzeile am linken Bildrand, 2012

Die Veste Erlangen befand sich außerhalb der Stadtmauer der Altstadt etwa auf dem heutigen Grundstück Fuchsengarten 5. In unmittelbarer Nähe erinnert heute eine 5,80 Meter hohe Stecknadel und eine im Boden eingelassene Gedenktafel an das einstige Bauwerk. Das Kunstwerk wurde 2002 von Isolde Kunath entworfen. Es ist Teil des Projektes Denkmal Objekte, das anlässlich der 1000-Jahr-Feier der Stadt Erlangen realisiert wurde und an insgesamt 16 Standorten auf nicht mehr vorhandene Denkmäler in Erlangen hinweist.

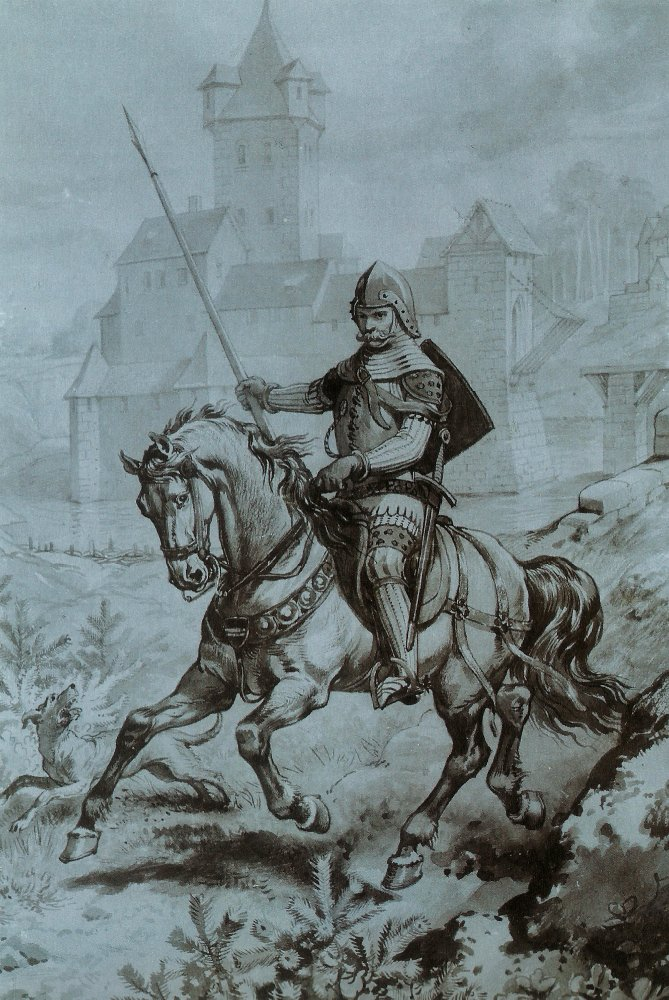
Historisch falsche Darstellung „Ritter Berthold und seine Burg Erlangen 1381“, Fotografie (um 1890) nach einem verschollenen Glasgemälde

Am Haus Pfarrstraße 19, Ecke Fuchsengarten erinnert zudem eine 1855 angebrachte Gedenktafel an die Burg. Der Text auf dieser Tafel ist jedoch historisch falsch, da die Anlage darin als bereits 1046 erbaute „Burg der Ritter von Erlangen“ bezeichnet wird. Tatsächlich befand sich im Ort eine sogenannte Curia, ein vermutlich im 12. oder 13. Jahrhundert entstandener Hof. Dieser war als Lehen der Reichsministerialen von Gründlach (später der Herren von Hohenlohe-Brauneck) an das niedere Adelsgeschlecht derer von Erlangen verliehen, von denen mehrere den Titel Ritter trugen. Die Curia wurde lange auf dem Grundstück Bayreuther Straße 8 vermutet, befand sich nach heutigen Kenntnisstand jedoch im Bereich Adler- und Lazarettstraße. Einen in diesem Zusammenhang stehenden Erlanger Königshof, wie er von Historikern noch im 20. Jahrhundert angenommen wurde, gab es nicht. Auch ein heute verschollenes Glasgemälde, das den Ritter Berthold von Erlangen vor „seiner“ Burg zeigte, ist auf die früher romantisierenden Vorstellungen über die Bedeutung Erlangens im Mittelalter zurückzuführen und entspricht nicht den historischen Begebenheiten.

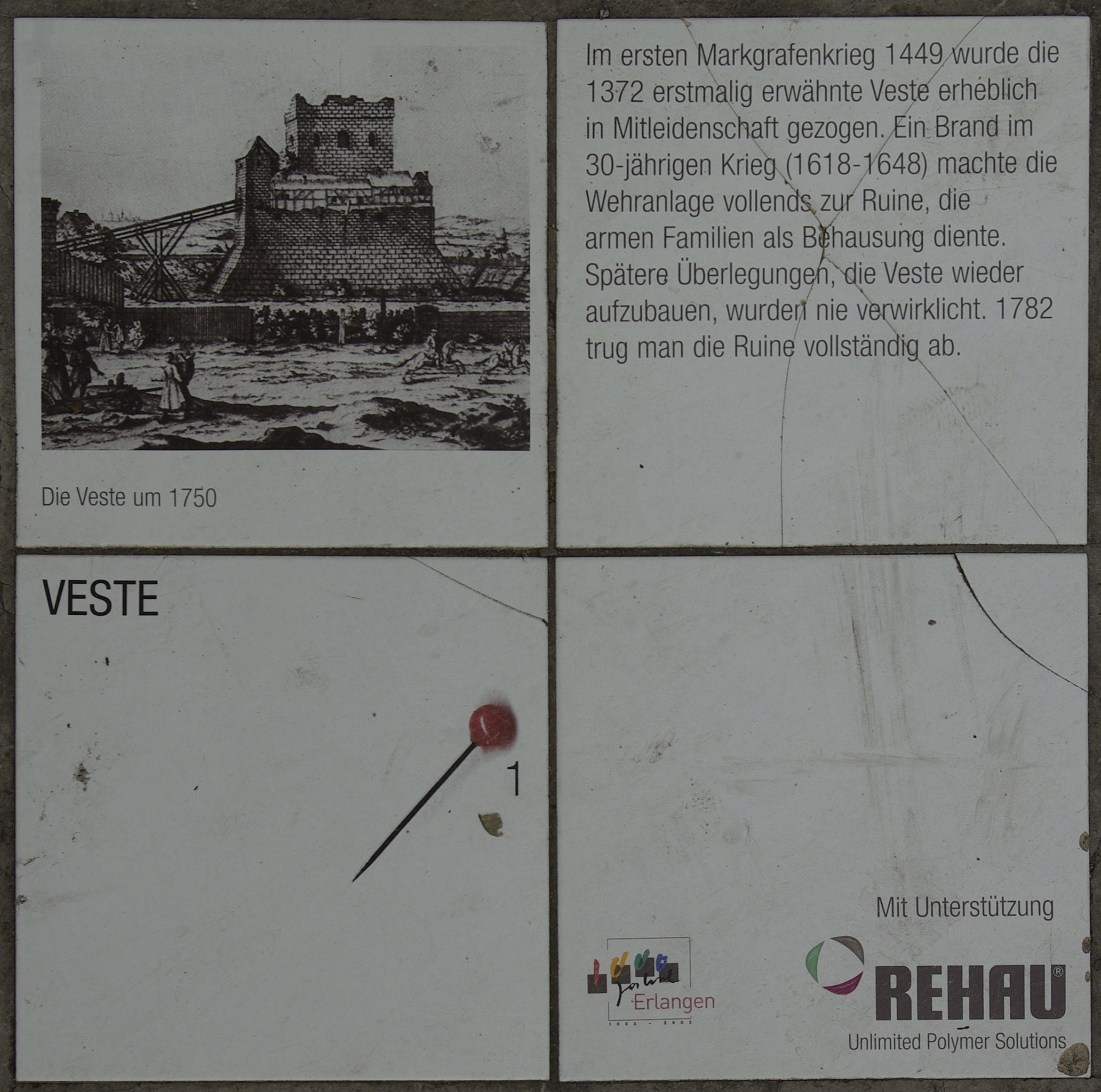
Gedenktafel des Projekts Denkmal Objekte
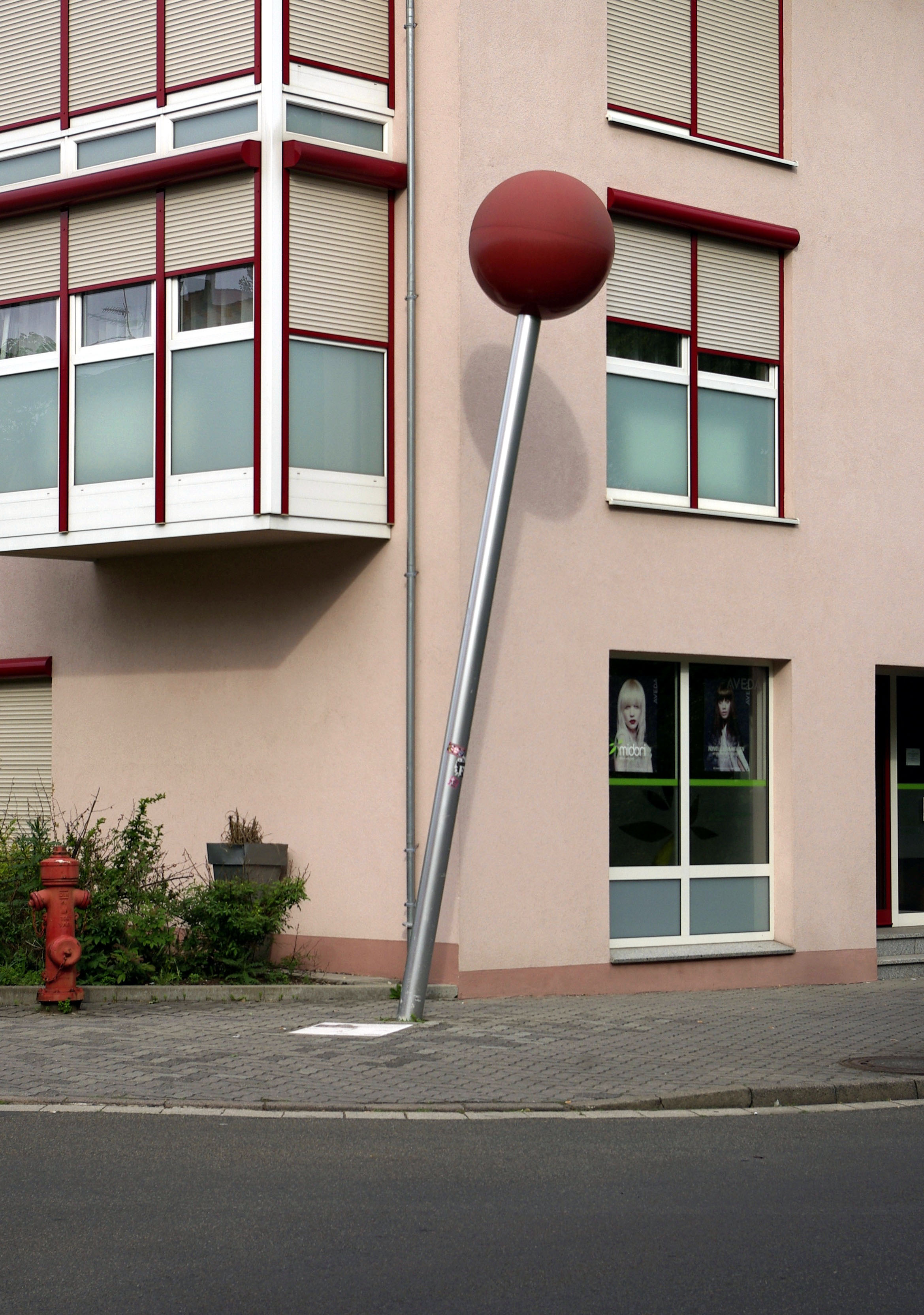
Stecknadel des Projekts Denkmal Objekte
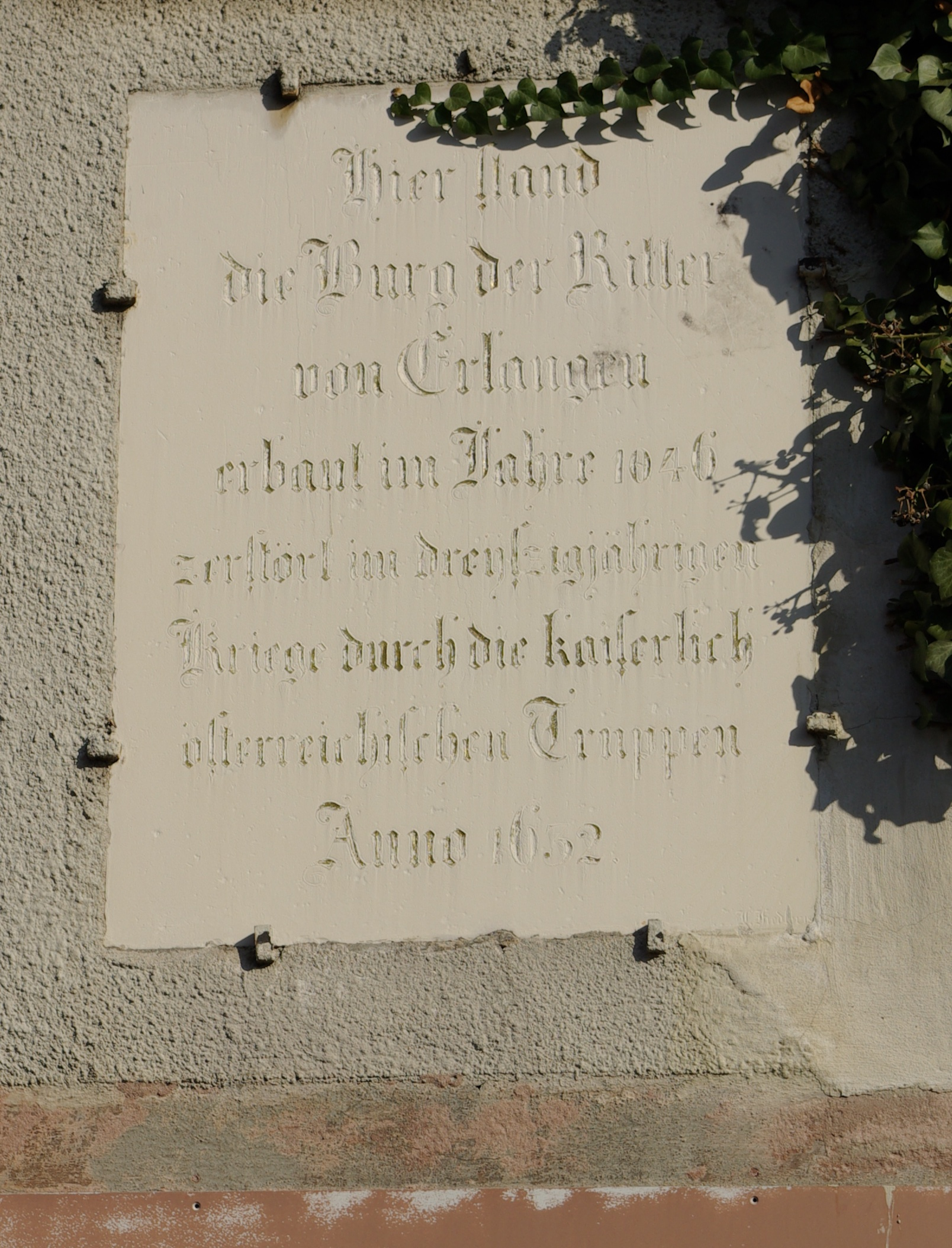
Historisch falsche Gedenktafel am Haus Pfarrstraße 19